# Matt Miazga
Matthew Miazga (Clifton, 19 juli 1995) is een Amerikaans voetballer die doorgaans als centrale verdediger speelt. Hij verruilde New York Red Bulls in januari 2016 voor Chelsea. Miazga debuteerde in 2015 in het Amerikaans voetbalelftal.

## Clubcarrière
Miazga sloot zich in 2009 aan in de jeugd van New York Red Bulls. Op 8 september 2013 debuteerde hij in de Major League Soccer tegen Houston Dynamo. Hij viel na 76 minuten in voor Markus Holgersson. In 2014 speelde de verdediger zeven competitieduels. Op 28 juni 2015 maakte hij zijn eerste competitietreffer tegen New York City.
Op 31 augustus werd hij voor een seizoen verhuurd aan Vitesse. Tevens won hij met Vitesse in 2017 de bekerfinale met 2-0 van AZ. Door dit resultaat won de club voor het eerst in zijn 125-jarig bestaan de KNVB Beker. Chelsea en Vitesse verlengden in juli 2017 Miazgas huurperiode tot medio 2018. Op 20 mei 2018 scoorde hij zijn laatste doelpunt voor Vitesse in de play-offs finale tegen FC Utrecht. Door de winst plaatste Vitesse zich voor de tweede kwalificatieronde van de Europa League.
Na twee jaar Vitesse verhuurde Chelsea hem vervolgens voor een seizoen aan de Franse FC Nantes. Daar vertrok hij in januari 2019 en werd vervolgens verhuurd aan Reading. Medio 2020 werd hij verhuurd aan RSC Anderlecht.

## Clubstatistieken
| Seizoen | Club               | Competitie                   | Competitie | Competitie | Beker   | Beker  | Continentaal | Continentaal | Totaal  | Totaal |
| Seizoen | Club               | Competitie                   | Wedstr.    | Doelp.     | Wedstr. | Doelp. | Wedstr.      | Doelp.       | Wedstr. | Doelp. |
| ------- | ------------------ | ---------------------------- | ---------- | ---------- | ------- | ------ | ------------ | ------------ | ------- | ------ |
| 2013    | New York Red Bulls | Major League Soccer          | 1          | 0          | 0       | 0      | 0            | 0            | 1       | 0      |
| 2014    | New York Red Bulls | Major League Soccer          | 7          | 0          | 1       | 0      | 1            | 0            | 9       | 0      |
| 2015    | New York Red Bulls | Major League Soccer          | 26         | 1          | 6       | 0      | 0            | 0            | 32      | 1      |
| 2015/16 | Chelsea FC         | Premier League               | 2          | 0          | 0       | 0      | 0            | 0            | 2       | 0      |
| 2016/17 | → Vitesse          | Eredivisie                   | 23         | 0          | 6       | 1      | –            | –            | 29      | 1      |
| 2017/18 | → Vitesse          | Eredivisie                   | 36         | 4          | 1       | 0      | 6            | 0            | 43      | 4      |
| 2018/19 | → FC Nantes        | Ligue 1                      | 8          | 0          | 1       | 0      | –            | –            | 9       | 0      |
| 2018/19 | → Reading FC       | Football League Championship | 18         | 0          | 0       | 0      | –            | –            | 18      | 0      |
| 2019/20 | → Reading FC       | Football League Championship | 20         | 2          | 4       | 0      | –            | –            | 24      | 2      |
| 2020/21 | → RSC Anderlecht   | Jupiler Pro League           | 30         | 1          | 3       | 0      | –            | –            | 33      | 1      |
| Totaal  | Totaal             | Totaal                       | 171        | 8          | 22      | 1      | 7            | 0            | 200     | 9      |

## Interlandcarrière
Op 14 november 2015 debuteerde hij in het Amerikaans voetbalelftal in de WK-kwalificatiewedstrijd tegen Saint Vincent en de Grenadines. Hij viel na 63 minuten in voor Fabian Johnson. Team USA won de interland met 6–1. In 2017 won hij met Amerika de finale van de Gold Cup tegen Jamaica met 2-1.

## Erelijst
Met  New York Red Bulls
| Competitie               | Winnaar | Winnaar    | Runner-up | Runner-up |
| Competitie               | Aantal  | Jaren      | Aantal    | Jaren     |
| ------------------------ | ------- | ---------- | --------- | --------- |
| Internationaal           |         |            |           |           |
| MLS Supporters' Shield   | 2x      | 2013, 2015 |           |           |
| Eastern Conference (MLS) | 2x      | 2013, 2015 |           |           |

Met  Vitesse
| Competitie         | Winnaar | Winnaar | Runner-up | Runner-up |
| Competitie         | Aantal  | Jaren   | Aantal    | Jaren     |
| ------------------ | ------- | ------- | --------- | --------- |
| Nationaal          |         |         |           |           |
| Winnaar KNVB Beker | 1x      | 2016/17 |           |           |

Met  Amerikaans voetbalelftal
| Competitie                | Winnaar | Winnaar | Runner-up | Runner-up |
| Competitie                | Aantal  | Jaren   | Aantal    | Jaren     |
| ------------------------- | ------- | ------- | --------- | --------- |
| Internationaal            |         |         |           |           |
| Winnaar CONCACAF Gold Cup | 1x      | 2016/17 |           |           |

1 Sivera ·
2 Gorosabel ·
3 Duarte ·
4 Sedlar ·
5 Abqar ·
6 Guevara ·
7 Sola ·
8 Blanco ·
10 Hagi ·
11 Rioja  ·
14 Tenaglia ·
15 García ·
16 Marín ·
17 Alkain ·
18 Guridi ·
20 Simeone ·
21 Rebbach ·
22 Vicente ·
23 Benavídez ·
26 Álvarez ·
26 López ·
29 Panichelli ·
31 Owono ·
32 Omorodion ·
33 Rodríguez ·
Coach: García